# McLaren MP4/7
Der McLaren MP4/7 ist ein Formel-1-Rennwagen des Teams McLaren, der in der WM-Saison 1992 eingesetzt wurde.

## Geschichte

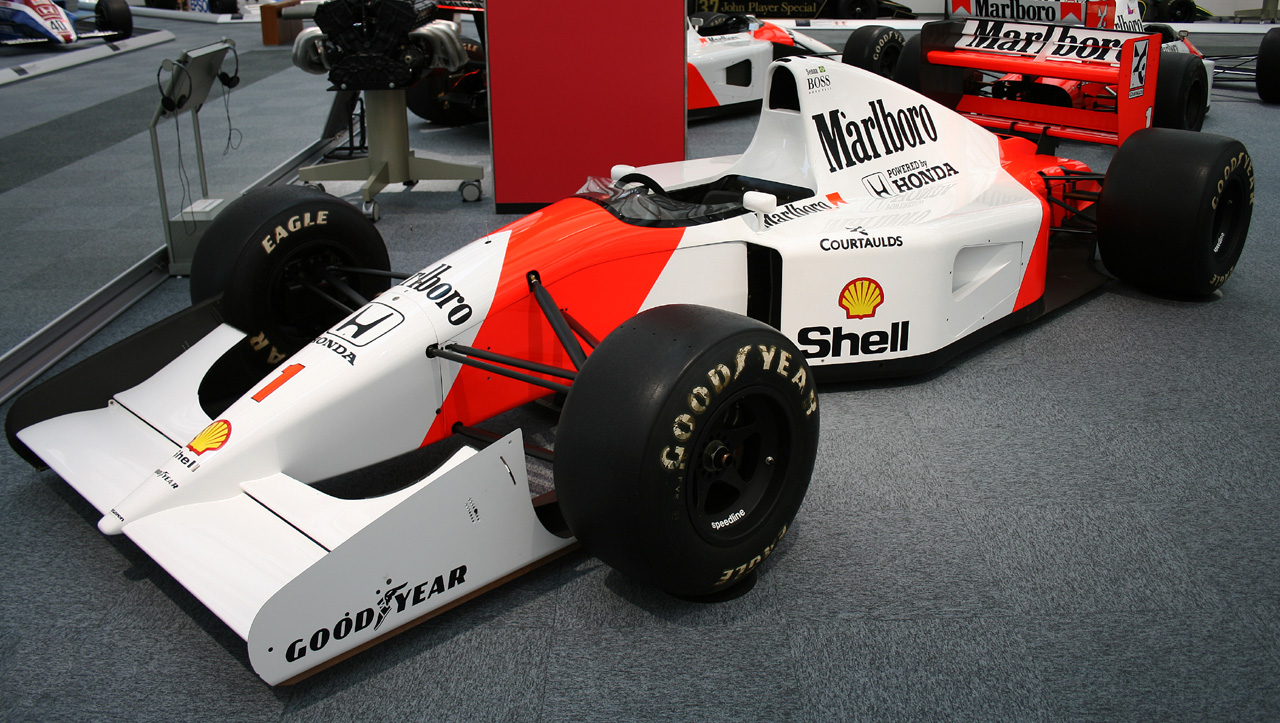
McLaren MP4/7A von Ayrton Senna

Die ersten Rennen der Saison wurden noch mit dem weiterentwickelten Vorjahresmodell, dem MP4/6B, gefahren. Danach kam mit Ausnahme eines Rennens das Modell MP4/7A zum Einsatz, das nach der ursprünglichen Planung ab dem vierten Rennen debütieren sollte. Doch die starke Konkurrenz von Williams veranlasste Ron Dennis, den neuen Wagen schon beim dritten Rennen an den Start zu bringen. Beim Großen Preis von Großbritannien kam das Modell MP4/7B zum Einsatz. Der von Neil Oatley und Henri Durand entwickelte Wagen wurde von Ayrton Senna und Gerhard Berger gefahren, gewann fünf Rennen und holte eine Pole-Position. McLaren konnte erstmals seit 1987 und dem Beginn der Zusammenarbeit mit Honda weder die Fahrer- noch die Konstrukteursweltmeisterschaft gewinnen.

## Technik

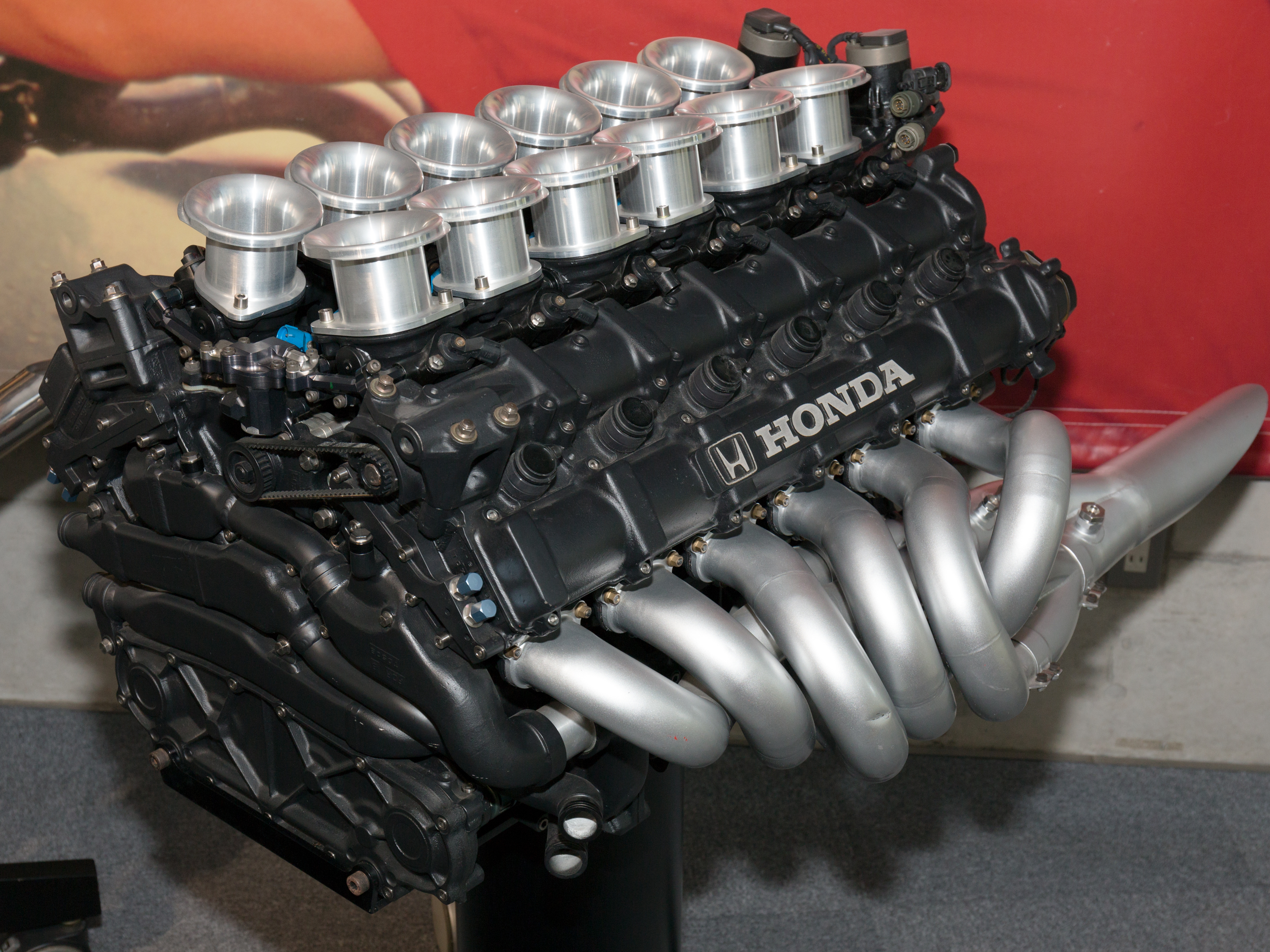
Motor des McLaren MP4/7

Angetrieben wurden der MP4/7A bzw. -7B von einem V12-Motor von Honda mit 75° Zylinderbankwinkel und der Typenbezeichnung RA122E/B. Der längs vor der Hinterachse eingebaute Saugmotor hatte 3496 cm³ Hubraum und leistete bei 14.400 min−1 ca. 780 PS (774 bhp). Die Kraftübertragung übernahm ein quer eingebautes 6-Gang-Getriebe von McLaren mit halbautomatischer Schaltung, die in Zusammenarbeit mit TAG Electronic Systems entwickelt worden war. Das Monocoque bestand aus kohlenstofffaserverstärktem Kunststoff.

## Resultate
McLaren MP4/7A Honda 3.5 V12
| Fahrer                          | Nr.                             | 1 | 2 | 3   | 4  | 5   | 6   | 7   | 8   | 9 | 10  | 11 | 12  | 13 | 14 | 15  | 16  | Punkte | Rang |
| ------------------------------- | ------------------------------- | - | - | --- | -- | --- | --- | --- | --- | - | --- | -- | --- | -- | -- | --- | --- | ------ | ---- |
| Formel-1-Weltmeisterschaft 1992 | Formel-1-Weltmeisterschaft 1992 |   |   |     |    |     |     |     |     |   |     |    |     |    |    |     |     | 90     | 2.   |
| Ayrton Senna                    | 1                               |   |   | DNF | 9* | 3   | 1   | DNF | DNF |   | 2   | 1  | 5   | 1  | 3  | DNF | DNF | 90     | 2.   |
| Gerhard Berger                  | 2                               |   |   | DNF | 4  | DNF | DNF | 1   | DNF |   | DNF | 3  | DNF | 4  | 2  | 2   | 1   | 90     | 2.   |

McLaren MP4/7B Honda 3.5 V12
| Fahrer                          | Nr.                             | 1 | 2 | 3 | 4 | 5 | 6 | 7 | 8 | 9   | 10 | 11 | 12 | 13 | 14 | 15 | 16 | Punkte | Rang |
| ------------------------------- | ------------------------------- | - | - | - | - | - | - | - | - | --- | -- | -- | -- | -- | -- | -- | -- | ------ | ---- |
| Formel-1-Weltmeisterschaft 1992 | Formel-1-Weltmeisterschaft 1992 |   |   |   |   |   |   |   |   |     |    |    |    |    |    |    |    | 2      | 2.   |
| Ayrton Senna                    | 1                               |   |   |   |   |   |   |   |   | DNF |    |    |    |    |    |    |    | 2      | 2.   |
| Gerhard Berger                  | 2                               |   |   |   |   |   |   |   |   | 5   |    |    |    |    |    |    |    | 2      | 2.   |

| Legende  | Legende            | Legende                                                          |
| Farbe    | Abkürzung          | Bedeutung                                                        |
| -------- | ------------------ | ---------------------------------------------------------------- |
| Gold     | –                  | Sieg                                                             |
| Silber   | –                  | 2. Platz                                                         |
| Bronze   | –                  | 3. Platz                                                         |
| Grün     | –                  | Platzierung in den Punkten                                       |
| Blau     | –                  | Klassifiziert außerhalb der Punkteränge                          |
| Violett  | DNF                | Rennen nicht beendet (did not finish)                            |
| Violett  | NC                 | nicht klassifiziert (not classified)                             |
| Rot      | DNQ                | nicht qualifiziert (did not qualify)                             |
| Rot      | DNPQ               | in Vorqualifikation gescheitert (did not pre-qualify)            |
| Schwarz  | DSQ                | disqualifiziert (disqualified)                                   |
| Weiß     | DNS                | nicht am Start (did not start)                                   |
| Weiß     | WD                 | zurückgezogen (withdrawn)                                        |
| Hellblau | PO                 | nur am Training teilgenommen (practiced only)                    |
| Hellblau | TD                 | Freitags-Testfahrer (test driver)                                |
| ohne     | DNP                | nicht am Training teilgenommen (did not practice)                |
| ohne     | INJ                | verletzt oder krank (injured)                                    |
| ohne     | EX                 | ausgeschlossen (excluded)                                        |
| ohne     | DNA                | nicht erschienen (did not arrive)                                |
| ohne     | C                  | Rennen abgesagt (cancelled)                                      |
| ohne     | keine WM-Teilnahme |                                                                  |
| sonstige | P/fett             | Pole-Position                                                    |
| sonstige | 1/2/3/4/5/6/7/8    | Punktplatzierung im Sprint-/Qualifikationsrennen                 |
| sonstige | SR/kursiv          | Schnellste Rennrunde                                             |
| sonstige | *                  | nicht im Ziel, aufgrund der zurückgelegten Distanz aber gewertet |
| sonstige | ()                 | Streichresultate                                                 |
| sonstige | unterstrichen      | Führender in der Gesamtwertung                                   |